# Schloss Ernstbrunn

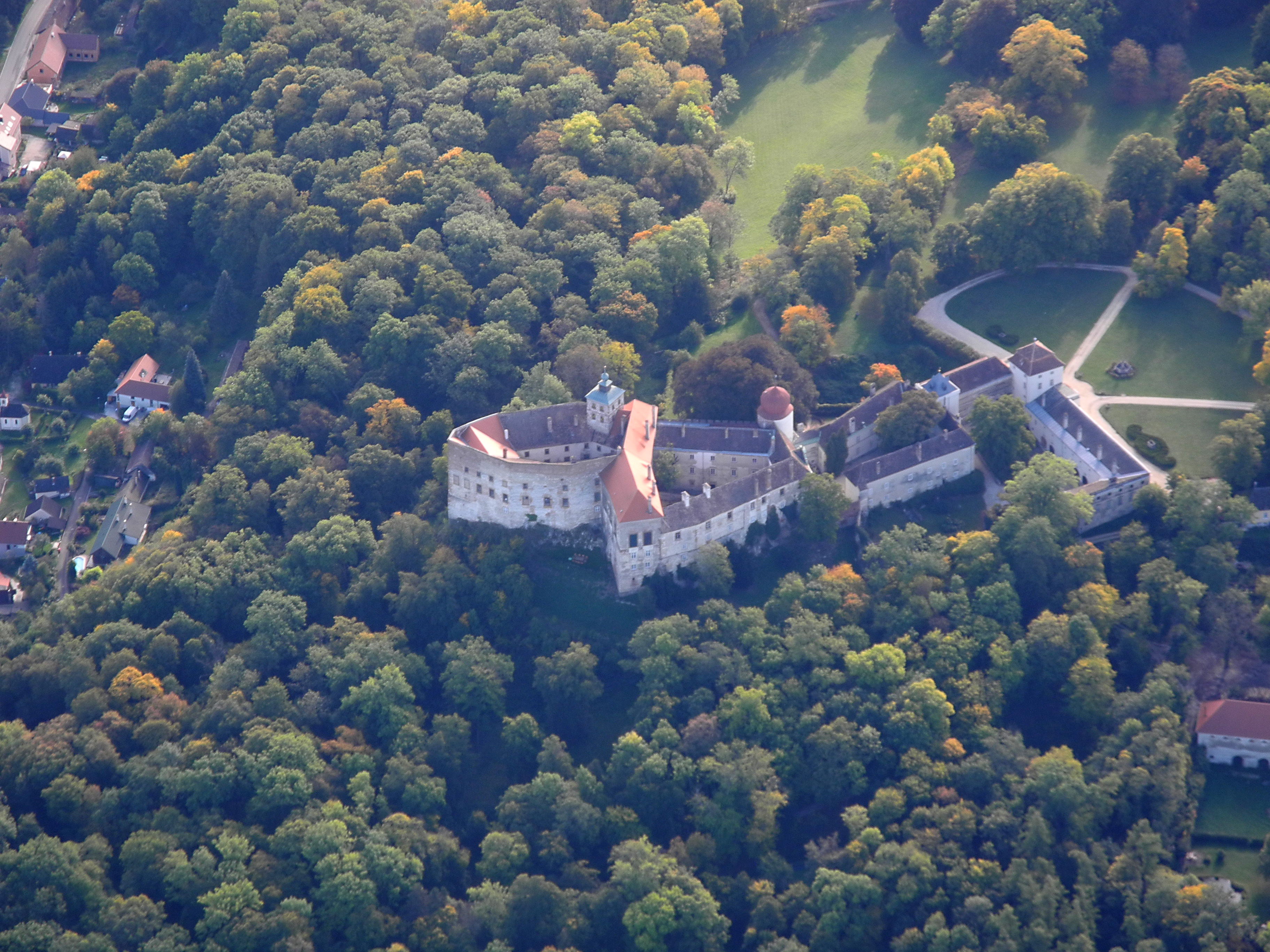
Schloss Ernstbrunn

Das Schloss Ernstbrunn ist ein Schloss in Dörfles in der Marktgemeinde Ernstbrunn in Niederösterreich. Es liegt in einem Wald nordwestlich des Ortszentrums Ernstbrunn. Das Schloss ist seit dem 19. Jahrhundert im Besitz der Fürsten Reuss, die es auch heute noch bewohnen.

## Geschichte
Um 1180 wird ein Heinrich de Ernstbrunne in einer Klosterneuburger Urkunde als Zeuge erwähnt. Ebran von Ernstbrunn wurde 1254 enthauptet, da er sich in einem Streit mit Bertold von Ernstbrunn auch gegen König Ottokar stellte. 1313 erbte Ulrich von Maissau die Herrschaft von Konrad I. von Schaunberg. Lehensnehmer ist um diese Zeit die Familie der Gneusen. 1430 kam Ernstbrunn an den Landesfürsten, der es bis 1480 an die Familie Doss verpfändete. Durch Tausch kamen die Herren von Ebersdorf von 1499 (bis zu ihrem Aussterben 1556) in den Besitz der Herrschaft. Leonhard von Harrach verkaufte diese 1592 an Joachim von Sinzendorf. Er war Sonderbotschafter am Hofe des Sultans in Istanbul und hatte 13 Kinder. Sein Sohn Lorenz begründete die Ernstbrunner Linie seiner Familie. Sigmund Friedrich Freiherr von Sinzendorf erwarb 1650 das nahegelegene Schloss Haggenberg. Nach 1654 ließ Rudolf Graf von Sinzendorf umfangreiche Um- und Neubauten im Barockstil vornehmen. Reichsfürst Prosper von Sinzendorf ließ die Burg vom vierten Viertel des 18. Jh. bis zum Beginn des 19. Jh. großzügig zum Schloss ausbauen. Als Architekt und Bildhauer beschäftigte er Benedict Henrici. Im Inneren war Jacobus Wanderl tätig. Mit Prosper starben die Sinzendorfer 1822 aus.
Es folgte ein langwieriger Erbschaftsstreit, der damit endete, dass 1828 Fürst Heinrich LXIV. von Reuß-Köstritz die Herrschaft übernahm. Über seinen Cousin Heinrich LXIX. (Reuß-Köstritz) fiel später das Erbe an Heinrich IV. (Reuß-Köstritz), der auch auf Schloss Ernstbrunn lebte und als Besitztum zu einem Familienfideikommiss bestimmt wurde.
Während der Besatzungszeit war das Schloss in USIA-Verwaltung und wurde während dieser Zeit stark devastiert und eines Großteils seines Inventars beraubt. Nach dem Staatsvertrag wurde das Schloss an die ursprünglichen Eigentümer zurückerstattet. Von diesen wurde es laufend wieder restauriert. Der Eigentümer Heinrich IV. Fürst Reuß (1919–2012) war seit 1986 Kommendator des Johanniterordens für Österreich.

## Baubeschreibung
Das Schloss ist ein langgestreckter Bau mit vier aufsteigenden Höfen am Nordhang des Semmelberges oberhalb von Dörfles. An die mittelalterliche Kernburg auf dem nördlichen Felssporn wurden durch Erweiterungen in der Spätrenaissance, im Barock und im Klassizismus immer neue Gebäudegruppen angebaut. Die Kernburg aus dem 12. und 13. Jahrhundert, die den innersten Hof umgibt, liegt auf einem an drei Seiten frei stehenden Kalkfelsen, der zum Ort Dörfles steil abfällt. Sie bildet ein gestrecktes Achteck. Die Mauerstärke des Berings beträgt bis zu drei Meter. Er ist im Südosten zusätzlich durch den quadratischen Bergfried verstärkt. Dieser hatte ursprünglich nur drei Geschoße, wurde aber im 16./17. Jahrhundert um ein weiteres Geschoß aufgestockt.
Schauseite des Schlosses ist die 16-achsige Südfront, die das Vorschloss nach außen abschließt. Im zweiten Hof befindet sich ein Uhrturm und eine protestantische Kapelle (um 1863 errichtet), im dritten Hof ein Hochschloss, im vierten Hof eine katholische Kapelle, ein Rittersaal und ein Bergfried. Wie das von zwei Löwen gehaltene Wappen des Grafen Rudolf von Sinzendorf über dem Rundbogenportal zeigt, wurde das Vorschloss bereits zwischen 1672 und 1677 barock ausgebaut. Das Wappen besteht aus einem Hauptschild (Stammwappen Sinzendorf mit Schildhaupt für das Erbschatzmeisteramt im Reich) und zwei seitlich positionierten Beischilden, heraldisch rechts für die Burggrafschaft Rheineck (falsch Grafschaft Rieneck) und links für die von Lappitz aufgrund einer 1648 genehmigten Vereinigung mit dem Wappen der erloschenen Familie. Das Erbschenkenamt in Österreich ob der Enns wird durch den zwischen die Hörner des Stammhelms gestellten Schenkenbecher versinnbildlicht. Die Fassade wurde Ende des 18. Jahrhunderts klassizistisch neu gestaltet.

## Brunnen
Vor dem Tor befindet sich ein frühbarocker Brunnen. Insgesamt befinden sich an diesem Brunnen 16 Wappendarstellungen, 4 oben am Schaft unterhalb der Brunnenschale und 12 paarweise außen am Rand des sechseckigen Beckens. Diese Wappen stellen eine Ahnenprobe des Bauherrenpaares dar, Rudolf Graf von Sinzendorf Burggraf zu Rheineck und Eva Susanna Gräfin von Zinzendorf und Pottendorf. Oben am Schaft sind die Wappen für die jeweiligen Urgroßeltern in direkter Namenslinie angebracht, das sind Leonhard von Sinzendorf, Anna von Harrach, Alexander von Zinzendorf und Pottendorf und Susanna von Volkra. Am Brunnenbecken folgen die anderen sechs Urgroßelternpaare, das sind Hans Rueber Freiherr zu Pichsendorf, Grafenwörth und Sonnberg und seine Frau Maria Anna Freiin von Welsperg, David von Trauttmansdorff und seine Frau Amalie Kuzal von Lappitz, Medard von Trauttmansdorff und seine Frau Anna von Lindeck (Lindegg), Hartmann von und zu Liechtenstein und seine Frau Anna Maria Gräfin zu Ortenburg, Karl Ludwig Freiherr von Zelking und seine Frau Ursula Freiin Prager von Prag zu Windhag und schließlich Bernhard von Hardegg auf Glatz und im Machlande und seine Frau Anna Susanna von Liechtenstein.

## Nebengebäude
Etwas weiter um das Schloss befinden sich zahlreiche Nebengebäude, darunter ein mächtiger dreigeschoßiger Schüttkasten.

## Schlossgarten
Der Garten wurde in der 2. Hälfte des 17. Jahrhunderts unter Prosper von Sinzendorf als barocke Zier- und Landschaftsanlage ausgestaltet. 1775 wurde er von Prosper von Sinzendorf als barock-klassizistische Anlage überarbeitet. Das Inventar ist teils erhalten, etwa der Tempelbrunnen (Neubrunn), eine Nikesäule (Friedens- oder Viktoriasäule, „Schwarze Gretl“), ein Obelisk zu Ehren Feldmarschalls Gideon von Loudon, ein Monument für Kanzler Franz Josef von Saurau, und anderes. Diese finden sich noch heute aufgestellt, wenn auch nicht am Originalplatz. Insbesondere wurden 1984/85 bei Erdarbeiten unweit des Schüttkastens etwa 100 lebensgroße originale barocke Steinfiguren gefunden. Sie dürften aus der Zeit um 1700 stammen, die ursprüngliche Aufstellung ist unklar.
In den 1860er-Jahren wurde die Anlage von Fürst Reuß als etwa 60 ha großer englischer Landschaftspark umgebaut, in diesem Bild zeigt er sich bis heute, weshalb man auch von Fürstlich Reuss’scher Schlosspark spricht. Er wurde mit zahlreichen Solitärbäumen bestellt, die teils bis heute einen wertvollen Baumbestand bilden.
1975 wurden die nördlichen Teile des Schlossparks zum Wildpark Ernstbrunn umgestaltet, wo seit 2001 auch das Wolfsforschungszentrum Wolf Science Center angesiedelt ist. Es war bis zur definitiven Fertigstellung im Küchengarten nahe dem Schloss untergebracht.
Der Park gehört zu den bedeutendsten gartenarchitektonischen Denkmalen Österreichs und ist im Denkmalschutzgesetz genannt (Nr. 11 im Anhang zu § 1 Abs. 12 DMSG). Er gehört auch zum 1970 errichteten Naturpark Leiserberge (NPK 7, 45 km²) und dem zugehörigen Landschaftsschutzgebiet (LSG 9, 70 km²).

## Schlossbibliothek
Erst in der Zeit 1910 bis 1945 wurde eine Bibliothek aufgebaut, die zu Ende des Zweiten Weltkrieges mehr als 40.000 Bände aufwies, die vor allem aus dem eigenen Familienbesitz stammten. Dadurch, dass das Schloss bei Kriegsende mehrere Wochen mitten im Kampfgeschehen lag und im Anschluss daran 10 Jahre lang unter sowjetischer Besatzung (USIA Verwaltung) war, ist die Bibliothek seither großteils verschollen. Im Zuge der Verhandlungen der Republik Österreich mit dem russischen Staat über die Rückführung von ehemals österreichischen Archivalien, die als „Beuteakten“ im „Sonderarchiv“ in Moskau gelagert sind, sind in den 90er Jahren Spuren des Ernstbrunner Archives wieder aufgetaucht. Die Versuche einer Rückführung sind jedoch bisher gescheitert.

## Heutige Nutzung
Das Schloss ist Privatbesitz. Es finden immer wieder kulturelle Veranstaltungen statt, darunter das Kammermusikfestival CON ANIMA. Dann ist es eingeschränkt zu besichtigen. Auch der Park ist nur bedingt zugänglich, für die im Wildpark Ernstbrunn liegenden Teile wird Eintritt verlangt.
Es finden manchmal auch Filmdreharbeiten statt.